# ДВС (Киев)
ДВС — посёлок Днепровской водной станции. Расположен в Оболонском районе города Киева, недалеко от дороги на Вышгород (между улицей Богатырской и Минским шоссе). С другими частями Киева застройкой не соединяется.

## Описание
Построен в 1950-х годах как посёлок для персонала Днепровской водопроводной станции (ДВС, в народе также называется «Водогон»). Также употреблялось название Днепрводхоз.
Была проложена центральная дорога — Днепроводская улица и 4 перпендикулярных ей улицы. Названия улицы посёлка получили в 1958 году. Основная застройка — от двух до девяти этажей.